# پگی اشکرافت
پگی اشکرافت (به انگلیسی: Peggy Ashcroft) (تولد ۲۲ دسامبر ۱۹۰۷ - درگذشته ۱۴ ژوئن ۱۹۹۱) هنرپیشه انگلیسی بود.

## جوایز و افتخارات
وی پیرترین برندهٔ جایزه اسکار بهترین بازیگر نقش مکمل زن است. او همچنین برندهٔ جایزه گولدن گلوب، جایزه بفتا و جایزه امی نیز هست.
- بفتا: کاندیدای بهترین بازیگر مکمل زن در سال ۱۹۸۹

## فیلمشناسی
- گذرگاهی به هند (۱۹۸۴)
- ادوارد و خانم سیمپسون (۱۹۷۸)